# Abraham II de Khochab
Abraham II de Khochab ou Xošabec‘i (en arménien Աբրահամ Բ Խոշաբեցի ; mort le 11 novembre 1734) est Catholicos de l'Église apostolique arménienne de 1730 à 1734.

## Biographie
Abraham, originaire de Khochab ou Khoshab dans la région de Van, devient abbé de Saint-Garabed dans le pays de Mouch. Il est aussi surnommé Meschetsi et Gordovasti parce qu’il a vécu dans ce canton de Mouch situé dans le « pays des Kurdes » avant d’être élu Catholicos en 1730, après le décès de Garabed II de Zeytoun en octobre de l’année précédente.
À cette époque, l’Empire ottoman contrôle la quasi-totalité de la Transcaucasie, après l’effondrement de la Perse séfévide. Toutefois, le futur Nâdir Châh, qui, en 1732, s’est débarrassé de Chah Tahmasp II, s’apprête à poursuivre le combat au nom du jeune Chah Abbas III, qu’il a placé sur le trône.
Le Catholicossat d’Abraham II de Khochab a duré 4 ans et environ 9 mois. Pendant cette période, il a fait poser en 1732 par l’artisan Mikaïl d’Erzeroum une grille devant le petit autel de la chapelle où, selon la tradition, le Christ serait apparu à saint Grégoire l'Illuminateur.
Son futur successeur, Abraham de Crète, arrivé à Etchmiadzin le 3 août 1734, a laissé un récit détaillé de ses derniers jours. Le Catholicos Abraham II tombe malade et est saisi d’une très forte fièvre le 2 novembre 1734, soit deux jours avant qu’Abraham de Crète ne revienne à Etchmiadzin après avoir effectué divers pèlerinages. Abraham II reçoit néanmoins son homonyme, qui est précédé d’une réputation flatteuse d’érudit et d’homme pieux. La  maladie du Catholicos s’aggrave et il décède  dans la nuit du dimanche 10  au  lundi 11 novembre.
Aussitôt, « Paron » Hakobjan, le mélik arménien d’Erevan, se rend chez le gouverneur ottoman de la ville, Ali Pacha, pour lui annoncer la nouvelle et solliciter l’autorisation de procéder aux obsèques du défunt. Ali Pacha meurt à son tour au matin du 11 novembre. C’est le  gouverneur nouvellement nommé, Hadji Hussein Pacha de Terent, qui donne son accord et Abraham II est inhumé le 14 novembre dans l’église d'Sourp Gayané. Pendant ce temps, alors que Nâdir Châh est en train de reprendre l’offensive contre les Ottomans, Mélik Yakobjan et Hadji Pacha décident d’un commun accord de porter au catholicossat Abraham de Crète. Ce dernier est élu dès le 25 novembre suivant sous le nom d'Abraham III de Crète.

## Source
- Marie-Félicité Brosset, Collection d’historiens arméniens, vol. 2, Saint-Pétersbourg, 1876, « Mon histoire et celle de Nadir, Chah de Perse, par Abraham de Crète, Catholicos », p. 259-338.